# Згонико
Згонико (итал. Sgonico) је насеље у Италији у округу Трст, региону Фурланија-Јулијска крајина.
Према процени из 2011. у насељу је живело 200 становника. Насеље се налази на надморској висини од 273 м.

## Становништво
| 1931. | 1936. | 1951. | 1961. | 1971. | 1981. | 1991. | 2001. | 2011. |
| ----- | ----- | ----- | ----- | ----- | ----- | ----- | ----- | ----- |
| 1.387 | 1.392 | 1.316 | 1.318 | 1.394 | 2.085 | 2.207 | 2.185 | 2.077 |